# شورای منطقه‌ای مناشه
شورای منطقه‌ای مناشه (انگلیسی: Menashe Regional Council، عبری: מועצה אזורית מנשה‎، ت. «Mo'atza Azorit Menasheh») یک شورای منطقه‌ای در نزدیکی شهر خدرا، در دشت ساحلی شمال مرکزی اسرائیل در جنوب استان حیفا است. این شورا به نام قبیله مناشه نامگذاری شده است که طبق کتاب یوشع (۱۷: ۱-۱۰) این منطقه (و قلمرو بسیار بزرگتری در اطراف آن) به آنها اختصاص داده شده بود.